# Neuorganisierte Regierung der Republik China
Die Neuorganisierte Regierung der Republik China, offiziell Republik China (chinesisch 中華民國, Pinyin Zhōnghuá Mínguó), war eine pro-japanische Marionettenregierung und existierte von 1940 bis 1945 während des Zweiten Japanisch-Chinesischen Krieges. Die von der japanischen Besatzungsmacht in China gegründete Regierung unter dem Vorsitz von Wang Jingwei stand der nationalchinesischen Regierung von Chiang Kai-shek in Chongqing gegenüber, die gegen die japanische Armee kämpfte. Die Regierung residierte im japanisch besetzten Nanjing, weswegen sie bisweilen Regime von Nanjing, Nanjing-Regierung, Nationalregierung in Nanjing (南京國民政府 / 南京国民政府,  Nánjīng Guó Mín Zhèngfǔ) oder Republik China-Nanjing genannt wird. Sie ist auch als Wang Jingweis Regierung (汪精衛政權 / 汪精卫政权,  Wāng Jīngwèi Zhèngquán) bekannt.

## Gründung
Die Japaner hatten nach ihrem Überfall 1937 mehrere Kollaborationsregierungen zur Verwaltung der besetzten Länder gegründet, darunter in Peking die Provisorische Regierung der Republik China und in Nanjing die Reformierte Regierung der Republik China.
Wang Jingwei war ein ehemaliger Ministerpräsident der Republik China und ehemaliger Vorsitzender des Guomindang, der von seinem Widersacher Chiang Kai-shek gestürzt worden war. Seine Zusammenarbeit mit den Japanern führte dazu, dass die Letzteren die Billigung einer bekannten politischen Figur genossen. Die neue Republik wurde durch die Vereinigung verschiedener Regierungen gegründet, mit der Ausnahme des Kaiserreichs Manshū, das als selbständiger Staat anerkannt wurde.
Wang Jingweis Regierung gab sich als die legitime Regierung Chinas und verfolgte das Ziel, der Chongqing-Regierung die Macht über das gesamte China abzunehmen. Als ein Jünger des Guomindang-Gründers Sun Yat-sen benutzten Wang Jingwei und seine Regierung die Flagge und Insignien des Guomindang sowie den gleichen Namen wie die Regierung unter der Führung von Chiang Kai-shek.

Kriegsflagge 1942–1945

Die Regierung wurde im März 1940 gegründet, wobei Liang Hongzhi, Vorsitzender der Reformierten Regierung der Republik China, Wang Jingwei die Führung abtrat. Zum stellvertretenden Ministerpräsidenten wurde Zhou Fohai, der die Posten des Finanz- und Außenministers und Bürgermeister von Shanghai innehatte. Die Regierung beanspruchte theoretisch das gesamte China, einschließlich Mengjiang, einer Kollaborationsregierung in der Inneren Mongolei, die jedoch relativ autonom blieb. In Wirklichkeit kontrollierte die Regierung die Provinzen Jiangsu, Anhui und den Nordteil Zhejiangs.
Während der japanischen Offensive 1941 erstreckte sich ihr Verwaltungsgebiet bis zu den Provinzen Hunan, Hubei und Teile von Jiangxi. Die Provinzen Shandong und Hebei wurden in Theorie von der Nationalregierung in Nanjing verwaltet, in Wirklichkeit gebot jedoch der Befehlshaber der Japanischen Nordfront über dieses Land. 1940 belief sich die Fläche des von der Nationalregierung verwalteten Gebietes in Nanjing auf 1.264.000 km².

Gösch der Nationalregierung in Nanjing

Im Juli 1941 wurde das Regime von der Regierung des Deutschen Reiches als die einzige legitime Regierung Chinas anerkannt. Daraufhin unterbrach das Deutsche Reich seine Beziehungen mit der Regierung des Guomindang.
Zugunsten guter Beziehungen mit der Kollaborationsregierung übergab Japan ihr im Juli 1943 die internationalen Konzessionen in Shanghai.

## Beteiligung am Krieg
Die Truppen der Nationalregierung in Nanjing wurden mit japanischen Flugzeugen und Panzern ausgerüstet. Die Marine bestand hauptsächlich aus erbeuteten amerikanischen und chinesischen Kriegsschiffen. Die Armee umfasste nach einer britischen Einschätzung im Jahre 1943 etwa 345.000 Mann. Die Kollaborationstruppen bekämpften die Guerilla der Kommunisten aus der Neuen Vierten Armee.

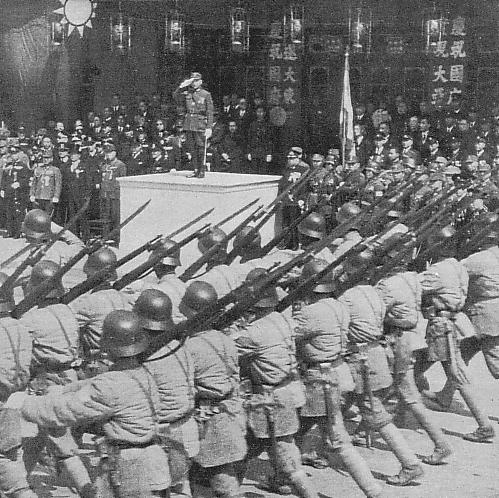
Wang Jingwei hält die Heerschau anlässlich des dritten Jahrestages der Nationalregierung in Nanjing ab

Die Nationalregierung verfügte über ihren eigenen Nachrichtendienst, der nach seiner Adresse benannt wurde: Jessfield 76.
Die Regierung erklärte Großbritannien und den USA am 9. Januar 1943 den Krieg. Im November 1943 vertrat Wang Jingwei China bei der Großostasien-Konferenz in Tōkyō. Nach Wang Jingweis Tod wurde Chen Gongbo zum neuen Staatsoberhaupt.

## Zusammenbruch
Die pro-japanische Marionettenregierung brach Mitte August 1945 zusammen, nachdem sich die japanischen Truppen in China der Armee des Guomindang ergeben mussten. Chen Gongbo und Liang Hongzhi wurden 1946 hingerichtet. Zhou Fohai verstarb 1948 im Gefängnis.

## Wichtige Persönlichkeiten
- Wang Jingwei, Staatsoberhaupt (1940–1944)
- Chen Gongbo, Staatsoberhaupt (1944–1945), Bürgermeister von Shanghai (1940–1944)
- Zhou Fohai, Finanzminister (1940–1945), Bürgermeister von Shanghai (1944–1945)
- Li Shiqun, Oberhaupt von Jessfield 76 (1940–1943)
- Lin Bosheng, Propagandaminister (1940–1944)
- Zhao Zunyue, Propagandaminister (1944–1945)
- Xiao Shuxuan, Vorsitzender des Militärrats (1942–1945)
- Bao Wenyue, Verteidigungsminister (1940–1943)
- Ye Peng, Verteidigungsminister (1943–1945)
- Yang Kuiyi, Chef des Generalstabs (1940–1942)
- Ren Yuandao, Marineminister (1942–1945)
- Chu Minyi, Außenminister (1941–1944), Botschafter im Kaiserreich Japan (1940–1941)
- Chen Qun, Innenminister (1940–1943), Vorsitzender des Prüfungs-Yuan (1944–1945)
- Mei Siping, Innenminister (1943–1945)
- Jiang Kanghu, Vorsitzender des Prüfungs-Yuan (1942–1944)
- Abe Nobuyuki, Sondergesandter Japans (April 1940)
- Chen Jicheng, Botschafter der Nationalregierung im Kaiserreich Manshū (1943–1945)
- Honda Kumatarō, japanischer Botschafter (1940–1943)
- Heinrich Georg Stahmer, deutscher Botschafter (1942)
- Ernst Woermann, deutscher Botschafter (1943–1945)